# Mouvement svecomane

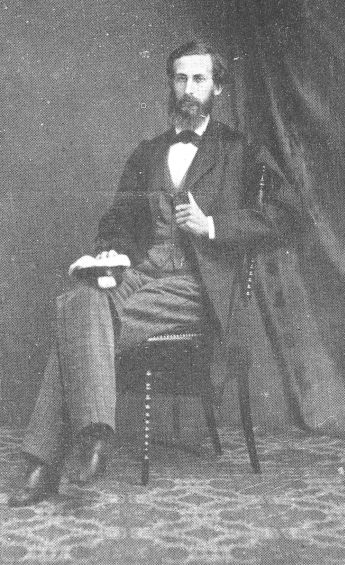
Axel Olof Freudenthal, l’un des meneurs du mouvement svecomane

Le mouvement svecomane (en suédois : Svekoman) était un mouvement nationaliste qui prit son essor au sein du grand-duché de Finlande à la fin du XIXe siècle. Il se forma principalement en réaction au développement du mouvement fennomane et à l'usage de plus en plus important de la langue finnoise. Le mouvement fennomane réclamait alors le remplacement du suédois par le finnois dans les administrations publiques, les tribunaux et le système éducatif, alors qu'à cette période, le finnois et le suédois étaient parlées respectivement par 15 % et 85 %[réf. nécessaire] de la population du grand-duché.

## Idéologie
Les idées défendues par les Svecomanes prirent une part importante dans le débat public des années 1870 et 1880 suscité par la restauration de la diète de Finlande, convoquée désormais tous les trois ans.
Les Svecomanes promouvaient l'idée selon laquelle la Finlande hébergeait deux peuples, ou nations, parlant des langues différentes, ayant des cultures différentes, originaires de parties différentes du territoire. En accord avec les théories alors en vigueur, ces deux peuples étaient par conséquent rattachées à des races différentes. Cette idée était totalement nouvelle. Jusqu'alors, les populations rurales finnophones n'avaient pour ainsi dire jamais été prises en considération, mais dès lors cette minorité relativement restreinte prenait de l'importance et était rattachée à l'élite de la nation finlandaise.
Une croyance populaire parmi les Svecomanes portait sur le fait que la « race germanique » était plus aguerrie et avait plus de réussite dans le domaine de la souveraineté, et que le programme des Fennomanes risquerait d'affaiblir la Finlande et de la rendre plus vulnérable face à la menace russe. Les Svecomanes étaient inspirés par les théories populaires de l'époque, représentées par Herder, Gobineau, Blumenbach, les phrénologues, et les partisans du darwinisme social. Les Svecomanes pensaient que « la race crée la culture » plutôt que l'inverse, mais ils s'inspiraient également des rapports de puissance sur le continent européen. Les Prussiens (peuple germanique) venaient de défaire les Français et d'établir l'empire allemand, et l'empire britannique (« originellement germanique ») régnait sur les mers et venait de défaire la Russie impériale lors de la guerre de Crimée. La situation en Autriche-Hongrie tendait également à prouver cette thèse depuis que les Autrichiens germaniques régnaient sur les Magyars, peuple finno-ougrien tout comme les Finnois. Même dans l'Estonie toute proche, qui faisait alors également partie de la Russie, les Estoniens fenniques étaient soumis par l'aristocratie germano-balte.

## Controverse linguistique
La controverse sur la langue de la Finlande qui se développa entre les Svecomanes et les Fennomanes durant ces décennies était la partie la plus apparente d'une opposition symétrique sur plusieurs points de politique :
- Les Fennomanes étaient soutenues par les autorités russes, tandis que les Svecomanes drainaient les dernières craintes des Russes et revendiquaient un apparentement culturel à leur vieil ennemi suédois.
- Les Svecomanes étaient libéraux alors que les Fennomanes étaient plutôt conservateurs.
- Après la guerre de Crimée, après que les villes suédophones de la côte sud de la Finlande ainsi que la marine marchande subirent de sérieux dommages, les points de vue des partisans de la neutralité reçurent un fort soutien de la part des libéraux ainsi que des suéodophones des hautes classes.
- Les Fennomanes étaient fortement sous le contrôle du clergé, les Svecomanes sous l'influence des magnats et des universitaires des facultés autres que celles de théologie. Le leader spirituel des Svecomanes était le linguiste Axel Olof Freudenthal.

## Perpétuation du mouvement svecomane
Le sentiment d'unité entre les populations rurales suédophones et (ce qui restait de) l'élite suédophone constituaient le dernier bastion du mouvement svecomane, et deviendra le cœur idéologique du Parti populaire suédois, qui sera fondé après l'introduction du suffrage universel en 1906.